# 백 투 블랙 (영화)
《백 투 블랙》(영어: Back to Black)은 2024년 개봉한 전기 영화이다. 샘 테일러존슨이 감독을 맡았으며, 싱어송라이터 에이미 와인하우스의 삶을 다룬 작품이다. 배우 머리사 아벨라가 와인화우스 역을 맡았다.

## 캐스팅
- 머리사 아벨라: 에이미 와인하우스 역
- 잭 오코널: 블레이크 필더-시빌 역
- 에디 마산: 미치 와인하우스 역
- 줄리엣 코원: 자니스 와인하우스-콜린스 역
- 레슬리 맨빌: 신시아 와인하우스 역